# علی کیاهراسی
شمس‌الاسلام عمادالدین ابوالحسن علی کیاهراسی طبری (۴۵۰-۵۰۴ (قمری)) فقیه شافعی، محدث، مفسر و مدرس. مشهور به عماد طبری یا عمادالدین طبری یا عمادکیا یا عمادالدین کیا و معروف به کیاهراسی، اهل طبرستان بود و در آنجا به دنیا آمد. وی را تالی و ثانی ابوحامد محمد غزالی بلکه شایسته‌تر از وی می انند. در نیشابور از امام‌الحرمین جوینی، ابوالمعالی جوینی، فقه آموخت و در مذهب و اصول برآمد. او در نظامیه نیشابور پس از اتمام درس توسط استاد، درس او را برای شاگردان حوزه تقریر و اعاده می‌نمود. سپس در بیهق به تدریس اشتغال یافت. آن گاه به بغداد رفت و تا پایان عمر در نظامیه تدریس کرد. وی شیخ الشافعیه بغداد بود. او از زید بن صالح آملی و جماعتی دیگر حدیث روایت کرد. سعد الخیر و عبداللَّه بن محمد بن غالب و ابوطاهر سلفی از وی روایت کرده‌اند. او لعن به یزید بن معاویه را به صراحت جایز می‌دانست. ابن اثیر گوید که جهال به او اتهام عقیده و مذهب باطنی (اسماعیلیه) بستند و سلطان محمد او را دستگیر و زندانی کرد و آن گاه که جمعی از علما بر برائتش گواهی دادند آزاد شد. در بغداد درگذشت و در مقبرهی باب ابرز در کنار ابواسحاق شیرازی به خاک سپرده شد. از او آثار نیکویی بجا مانده است.

## کتابشناسی
- احکام القرآن در چهار مجلد
- «شفاء المسترشدین فی مباحث المجتهدین» در خلافیات
- «لوامع الدلائل فی زوایا المسائل»
- «تعلیق فی اصول الفقه»
- نقض و ردی بر «مفردات الامم احمد»